# اتحاد كشافة مدغشقر
اتحاد كشافة مدغشقر هو الاتحاد الوطني لثلاث منظمات كشفية في مدغشقر. بدأت الحركة الكشفية في مدغشقر في عام 1921 تحت رعاية المنظمات الفرنسية المعنية. وقد تأسس الاتحاد في عام 1959 وأصبح عضوا في المنظمة العالمية للحركة الكشفية في عام 1960. ويعتبر الاتحاد مختلط ويوجد به 14,905 أعضاء اعتبارا من عام 2011.
الكشافة تأخذ جزءا فاعلا في التعليم الريفي والمساعدة في التدريس في فصول محو الأمية للبالغين. كما أنها تساعد أيضا خلال الكوارث الوطنية، وتنفيذ مشاريع الإغاثة، وإنقاذ المزارعين أثناء الفيضانات، وإلقاء القبض على الماشية لنقلها إلى أرض[ ؟ ] مرتفعة.

## روابط خارجية
- اتحاد كشافة مدغشقر قالب:Mg icon
- الموقع الرسمي لإتحاد كشافة مدغشقر قالب:Mg icon